# Tropicomyia theae
Tropicomyia theae är en tvåvingeart som först beskrevs av Green 1895.  Tropicomyia theae ingår i släktet Tropicomyia och familjen minerarflugor. Inga underarter finns listade i Catalogue of Life.